# Great Leighs
Great Leighs – wieś w Anglii, w hrabstwie Essex. Leży 11 km na północ od miasta Chelmsford i 57 km na północny wschód od Londynu. W 2015 miejscowość liczyła 2752 mieszkańców.